# Nicolò Lionello
Nicolò Lionello (Udine, 1400 circa – Udine, 1462) è stato un orafo e architetto italiano.

## Biografia

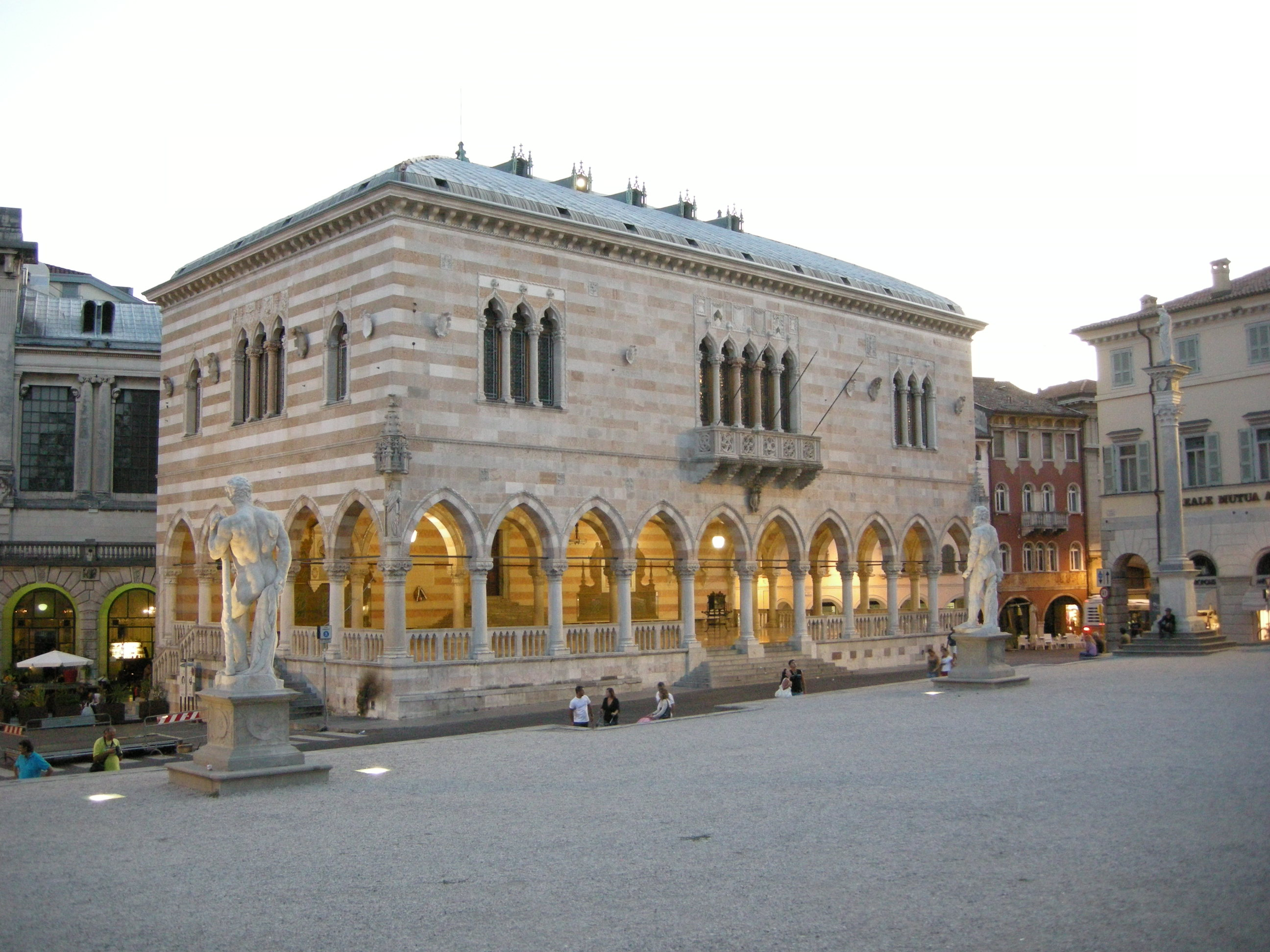
Udine - Loggia del Lionello.

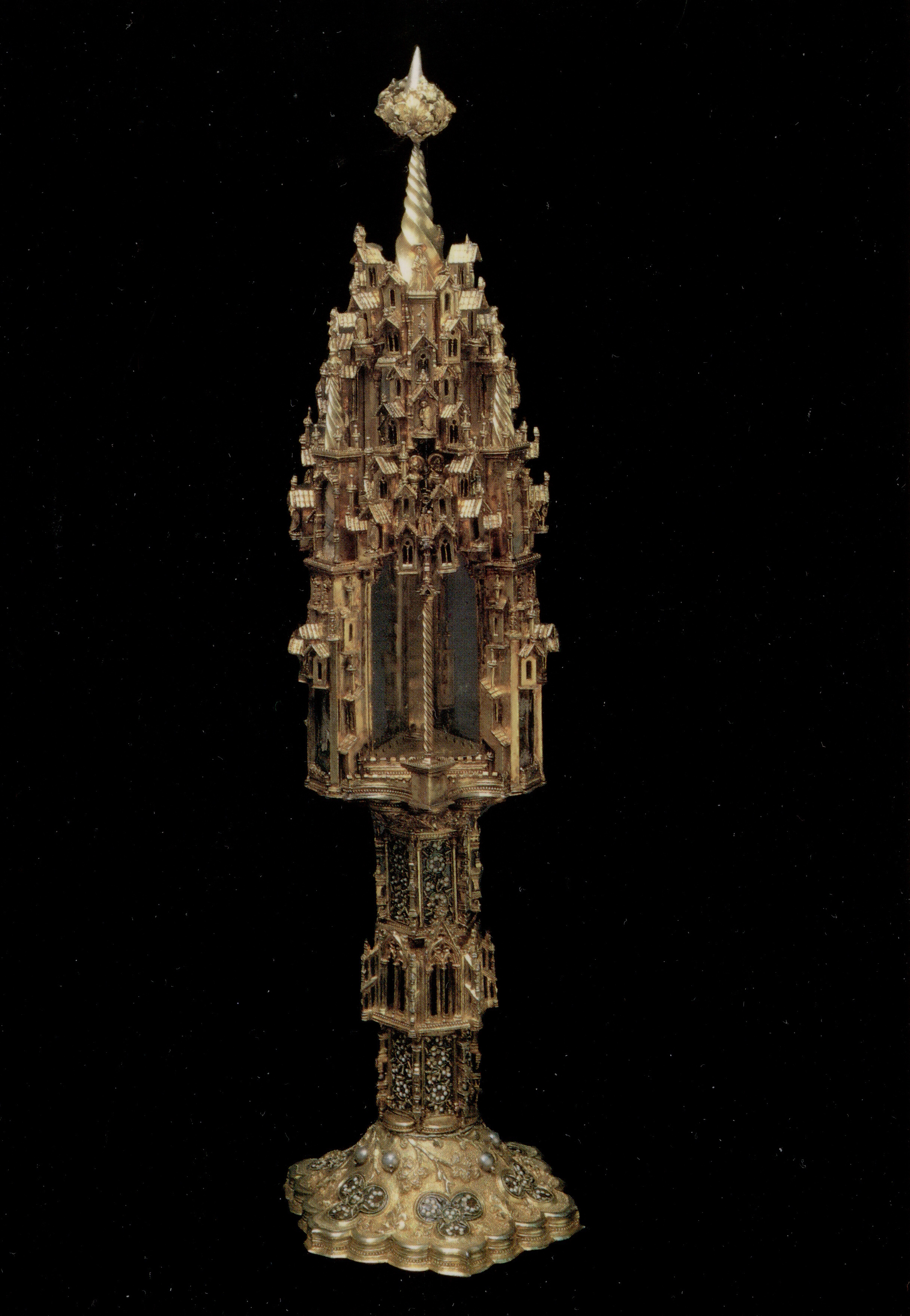
Gemona del Friuli - Museo del Duomo - Ostensorio.

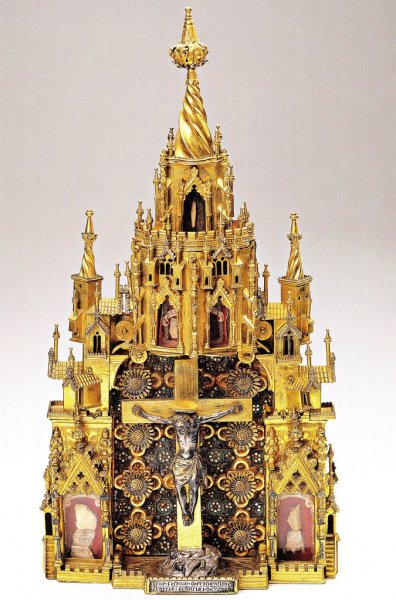
Trento - museo diocesano tridentino - Pace in rame e argento dorati con smalti.

Nato da una famiglia di orafi già conosciuta in città, Nicolò, oltre alla tradizionale attività familiare, si occupò anche di architettura, progettando la omonima Loggia del Lionello che ancora oggi si trova nella piazza più importante di Udine. Il Lionello eseguì solo i disegni della loggia, mentre i lavori furono diretti da Bartolomeo delle Cisterne.
Alcuni dei suoi lavori di oreficeria sono tuttora conservati nei musei, tra questi vanno ricordati: 
- l'ostensorio gotico del duomo di Gemona del Friuli;
- la Pace d'argento smaltato del Museo nazionale di Napoli;
- la Pace del museo diocesano tridentino di Trento.